# Norton Simon Museum
Il Norton Simon Museum è un museo d'arte di Pasadena, precedentemente noto con altri nomi come Pasadena Art Institute e Pasadena Art Museum. Le sue collezioni includono pittura europea, scultura e tappezzeria. Per le sculture esiste anche un museo all'aperto nei giardini del museo.

## Storia
Il Pasadena Art Museum fu completato nel 1969, su progetto degli architetti locali Thornton Ladd e John Kelsey. L'esterno è coperto da 115.000 piastrelle di legno di Edith Heath.
All'inizio degli anni 1970, a causa di un'ambiziosa serie di mostre e il progetto di un nuovo edificio, il museo affrontò un periodo di ristrettezze finanziarie. Dalla metà degli anni Sessanta, l'industriale Norton Simon divenne uno dei principali collezionisti d'arte al mondo: questi si mise dunque alla ricerca di una location permanente per la propria collezione - che già all'epoca annoverava più di 4.000 oggetti - in continua espansione. Nel 1974, il museo e Simon giunsero ad un accordo secondo il quale l'industriale si sarebbe accollato i debiti del museo e sarebbe diventato responsabile dello stesso per quanto riguardava la collezione e i progetti. Il museo venne dunque rinominato Norton Simon Museum.
Nel 1995 iniziò il progetto di rinnovamento curato dall'architetto Frank Gehry. Il museo così ridisegnato presentava gallerie più intime, illuminazione migliorata, maggior spazio dedicato alle esposizioni temporanee ed un intero livello dedicato all'arte asiatica. I giardini vennero ridisegnati da Nancy Goslee Power per ospitare la collezione di sculture del XX secolo. Il Norton Simon Theater fu l'elemento finale di innovazione, disegnato da Arthur Gensler Jr. & Associates Inc. e utilizzato per letture, proiezioni di film, performance di danza e concerti.

## Collezioni
Il Norton Simon Museum possiede un'ampia collezione permanente di dipinti datati tra XIV e XX secolo, ed è considerata una delle migliori collezioni private. Inoltre il museo ospita mostre temporanee dedicate a singoli artisti, movimenti o aree del mondo.
Il XIX secolo è ben rappresentato da opere di artisti come Vincent van Gogh, Gustave Courbet, Henri Fantin-Latour, Edgar Degas, Paul Cézanne, Ker-Xavier Roussel e la maggior parte degli impressionisti.

## Opere principali
- Pietro Lorenzetti, Eliseo e San Giovanni Battista dalla Pala del Carmine
- Giovanni di Paolo, Madonna Branchini, 1427 circa
- Desiderio da Settignano, Madonna Beauregard, 1455 circa
- Giovanni Bellini, Ritratto di Jörg Fugger, 1474
- Hans Memling, Cristo benedicente, 1478 circa
- Raffaello, Madonna di Pasadena, 1503 circa
- Guercino, Cane degli Aldrovandi, 1625 circa
- Guido Cagnacci, Maddalena penitente, 1660-63
- Giovan Battista Tiepolo, Il trionfo della Virtù e della Nobiltà sull’Ignoranza, 1740-50 circa
- Corrado Giaquinto, Matrimonio di Maria Vergine, 1760
- Rembrandt, Ritratto di bambino, 1655-60 circa
- Gerard Hoet, Mercurio ed Erse
- Degas, Lavandaia
- Cézanne, Castagni e fattoria al Jas de Bouffan
- Zurbaran, Natura morta con limoni, arance e una rosa, 1633